# قوم‌تپه (شهرستان قوچقار)
قوم‌تپه (به قرقیزی: Кум-Дөбө، قۇم دۅبۅ) یک منطقهٔ مسکونی در قرقیزستان است که در شهرستان قوچقار واقع شده‌است. قوم‌تپه ۳٬۴۳۸ نفر جمعیت دارد و ۱٬۹۱۵ متر بالاتر از سطح دریا واقع شده‌است.